# A rasszizmus szívás
A rasszizmus szívás négy részből álló 2012-es magyar videósorozat, amely a rasszizmus témakörével foglalkozik. Az átlagosan 1,5–2,5 perces videókat február 19-én töltötték fel a készítők a YouTube videómegosztóra. A videókampány ihletője egy hasonló témájú amerikai videósorozat volt. A videókban a romák becsületes, dolgos emberekként jelennek meg, míg a fehérek gyűlölködőkként, akik csupán a másik bőrszínét nézik. A morális tanulság levonása után a roma szereplők általában valamilyen módon bosszút állnak a magyarokon, például feljelentést tesznek ittas vezetésért vagy megfenyegetik az adóhivatallal őket. Az első rész egy lakáskiadást mutat be, ahol a ház tulajdonosnője a roma bérlőt meglátva mégsem akarja kiadni a lakást. A második videó egy bárban játszódik, ahol egy magyar nő, miután nem jön el barátja az évfordulójukra, bosszúból egy öltönyös férfival kíván viszonyt létesíteni, ám mikor meglátja, hogy roma származású, inkább elsiet. A harmadik videó egy buszmegállói jelenetet mutat be, míg a negyedik egy roma fodrásznál játszódik, akit magyar vendége lopással vádol meg.
A videósorozat a Kiútprogram kezdeményezésére jött létre, rendezője Mester Sándor. A sorozatban szereplő színészek (nem teljes): Nagy Móni, Tenczler Timi, Bogdán Árpád. Az operatőr Fillenz Ádám.
A videókat sok kritika érte, főleg a nemzeti radikális oldalról, de a baloldalról is érkezetek kritikák, elhibázottnak nevezve a sorozatot. Bencsik János véleménye szerint a videók egyszerre uszítanak a magyarok és a romák ellen is. A Szent Korona Rádió pénznyereménnyel díjazott pályázatot hirdetett a videók „kreatív újraértelmezésre”, ezeket később törölték a YouTube videómegosztóról szerzői jogsértés miatt. Ezt követően újra elérhetővé tették őket. A magyarországi romák között is megoszlott a sorozat fogadtatása, amelyet a III. Budapesti Cigány Filmfesztiválon mutattak be. Mendi Rózsa pszichológus felszínesnek nevezte az alkotást, amely pontosan ellenkező reakciót vált ki, mint amit terveztek, és azt nyilatkozta, betiltaná azt. Sárközi Gábor, a Roma Sajtóközpont vezetője szerint a filmek kéjesen bosszúvágyóként mutatják be a romákat, így nem segítik a rasszizmus enyhülését.